# محمد المنیر
محمد المنیر (عربی: محمد المنير؛ زادهٔ ۸ آوریل ۱۹۹۲) بازیکن فوتبال اهل لیبی است.
از باشگاه‌هایی که در آن بازی کرده‌است می‌توان به باشگاه فوتبال یاگودینا، باشگاه فوتبال پارتیزان، باشگاه فوتبال دینامو مینسک، باشگاه فوتبال لس آنجلس، و باشگاه ورزشی اورلاندو سیتی اشاره کرد.
وی همچنین در تیم ملی فوتبال لیبی بازی کرده‌است.